# Gmach główny Uniwersytetu Morskiego w Gdyni
Gmach główny Uniwersytetu Morskiego w Gdyni – zabytkowy budynek w Gdyni mieszczący się w dzielnicy Grabówek przy ul. Morskiej 83.

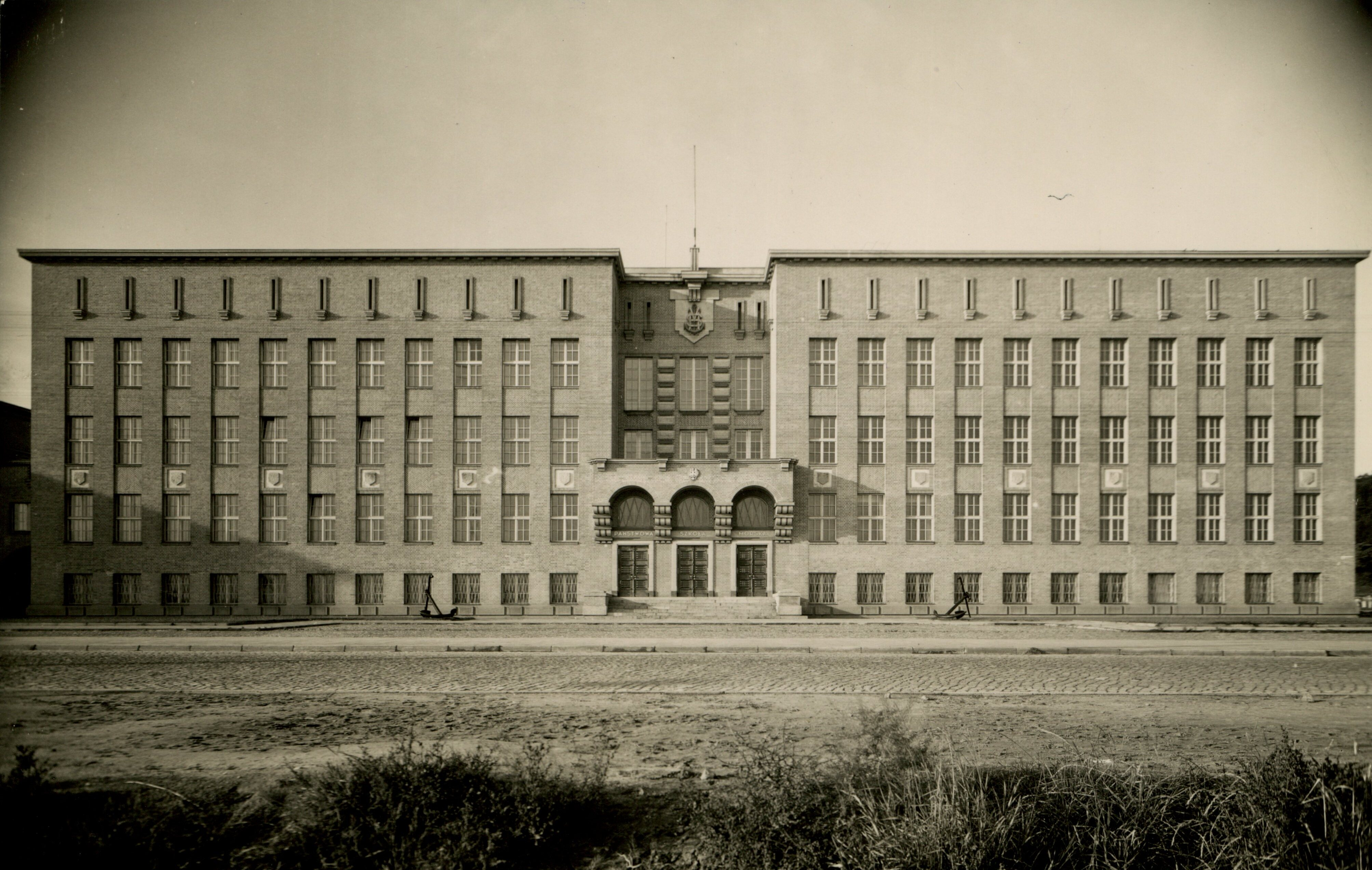
Gmach około 1933

Obiekt powstał w latach 1928 (względnie 1926)-1930. Składa się z budynku głównego ze skrzydłem wschodnim, budynku mieszkalnego dla profesorów i laboratorium. W czerwcu 1930 został siedzibą przeniesionej z Tczewa Państwowej Szkoły Morskiej. W 1969 roku Państwową Szkołę Morską przekształcono w Wyższą Szkołę Morską. W 1987 zespół obiektów Wyższej Szkoły Morskiej wraz z gmachem głównym został wpisany do rejestru zabytków. W 2001 roku szkoła uzyskała status akademii i przyjęła nazwę Akademia Morska w Gdyni, a w 2018 Uniwersytet Morski w Gdyni.
W początku 2020 przystąpiono do rewitalizacji przestrzeni przed wejściem do budynku, w ramach której do maja 2020 powstał reprezentacyjny plac z podświetlaną fontanną, infokioskiem, zielenią, ławkami i parkingiem dla rowerów (proj. Jarosław Krause, Art Projekt K&M). Z uwagi na sprzeciw konserwatora zabytków, nie dokonano planowanej wymiany brukowej nawierzchni.